# Merindad de Sotoscueva
Merindad de Sotoscueva és un municipi de la província de Burgos a la comunitat autònoma de Castella i Lleó. Forma part de la comarca de Las Merindades.

## Demografia
| 1991 |  | 1996 |  | 2001 |  | 2004 |  | 2007 |
| ---- |  | ---- |  | ---- |  | ---- |  | ---- |
| 711  |  | 652  |  | 534  |  | 516  |  | 499  |